# Liposuzione
La liposuzione (letteralmente: suzione dei lipidi) è una tecnica chirurgica che consiste nell'asportazione di parte del tessuto adiposo sottocutaneo attraverso una cannula aspiratrice. Si tratta di uno degli interventi di chirurgia plastica più richiesti. Si applica in molti casi per ridurre problemi di adiposità localizzate: lipedema, cellulite, ma anche per trattare il lipoma. La liposuzione viene spesso utilizzata in aggiunta ad altri interventi di chirurgia estetica (ad es. addominoplastica), riduzione del seno, ecc. per migliorare i risultati.

## Storia

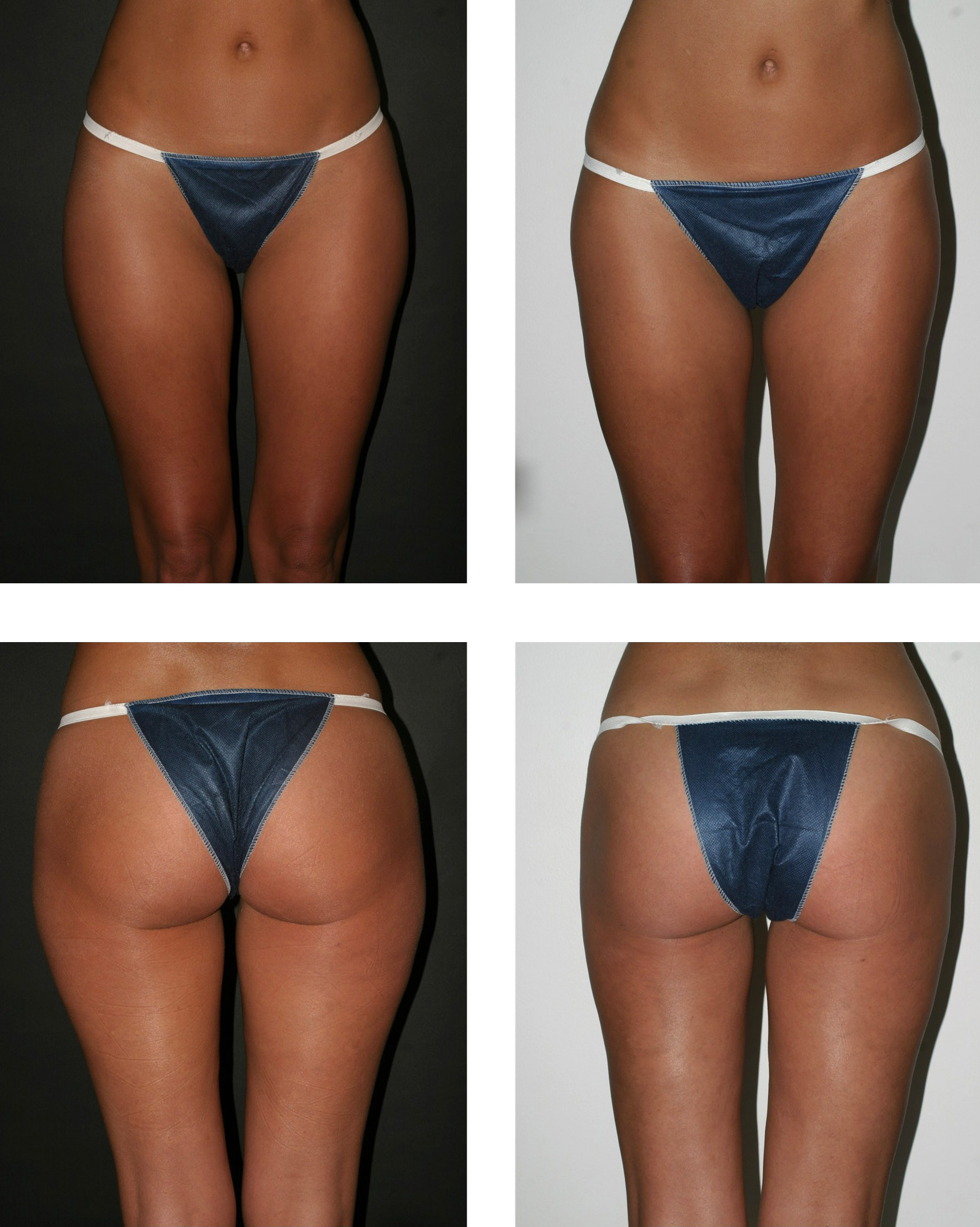
Rimodellamento estetico effettuato con liposuzione

Anche se il primo che ipotizzò e realizzò la procedura di asportazione del tessuto adiposo tramite un lungo cucchiaio inserito sotto pelle fu il medico tedesco Schrudde, seguito poi da Kesselring e Meyer, la tecnica della Liposuzione venne inventata in Italia nel 1974 e poi pubblicata sul "Bullettin of International Academy of Cosmetic Surgery" nel 1976 dal dottor Arpad Fischer e dal dottor Giorgio Fischer per finalità estetiche, dopodiché negli anni successivi il dottor Pierre Fournier e il dottor Yves Gerard Illouz contribuirono nel divulgarla nel 1977. Inizialmente gli effetti collaterali riscontrati dai medici tedeschi erano gravi e si pensava che la tecnica non avesse futuro: ematoma, necrosi della cute e linforragia.  Poi, grazie al dottor Arpad Fischer e al dottor Giorgio Fischer la tecnica venne rivoluzionata e tuttora utilizzata in tutto il mondo.

## Criteri
Non esistono criteri per cui i pazienti vengono scelti, generalmente i risultati migliori si hanno quando la persona ha meno di 40 anni. La maggioranza sono di sesso femminile. Occorre un'anamnesi relativa a ciò che il paziente desidera e si aspetta dall'operazione.

## Procedura
La liposuzione consente di eliminare porzioni di grasso tramite aspirazione, con piccole incisioni di alcuni mm a cui segue l'inserimento sottocutaneo nel tessuto di cannule. Per quanto riguarda la grandezza del diametro delle cannule sono state utilizzate di varie forme. L'aspirazione può avvenire con diversi strumenti: aspiratore, siringa semplice da azionare manualmente. L'intervento viene eseguito in day hospital, in anestesia locale nel caso vengano aspirate poche decine di ml, oppure totale.
Alcune morti per questo tipo d'intervento negli anni passati sono avvenute per embolia polmonare.
La quantità di grasso asportata cambia a seconda dei casi. Si parla di steataferesi quando si viene a superare i 10 litri; in tali casi occorre seguire la persona anche i 2-3 giorni successivi all'intervento.

### Altre tecniche
Sono state introdotte varie modifiche della tecnologia utilizzata per realizzare la liposuzione, soprattutto con l'obiettivo di fluidificare le masse grasse da aspirare: .
- manipolo con cannula vibrante - liposuzione assistita da vibrazioni (VAL) chiamato anche PAL (Power Assisted Liposuction).
- manipolo con cannula a ultrasuoni - liposuzione assistita da ultrasuoni (chiamata UAL). L'ultrasuono per diatermia fluidifica i lipidi e per idrolipoclasia aiuta a liquefare le cellule di grasso prima dell'effettiva aspirazione. Gli ultrasuoni possono essere utilizzati anche con la tecnica X-UAL dove il manipolo per erogare gli ultrasuoni viene applicato esternamente.
- apparecchiatura che consente di "irrigare" e "aspirare" i tessuti in rapida successione e attraverso la stessa cannula - Water Jet Assisted Liposuction (WAL).
- apparecchiatura che fornisce energia termica prodotta da un laser attraverso una fibra ottica nel tessuto. Vengono utilizzati vari sistemi laser - Liposuzione Laser Assistita (LPL). L'aspirazione degli adipociti e del citosol avviene mediante una cannula ordinaria, dopo aver fluidificato le masse grasse con l'introduzione di un ago sottile, senza incisioni con bisturi, che emette un raggio laser. Le sorgenti laser più utilizzate sono Nd:Yag o diodiche a seconda della lunghezza d'onda che si vuole utilizzare per ottenere una fototermolisi ottimale. La liposuzione laser assistita viene realizzata associata alla WAL, cioè irrigando i tessuti, ma è stata sperimentata anche "a secco", senza irrigazione.
- apparecchiatura che fornisce energia termica per mezzo di radiofrequenza. Viene creato un forte campo elettrico tra la cannula, che si comporta da elettrodo, ed un elettrodo esterno - Radio Frequency Assisted Liposuction (RFAL).

Ogni tecnologia e metodo è caratterizzato da suoi vantaggi e svantaggi e nessun metodo può vantare una superiorità scientificamente provata nel risultato estetico o nell'efficacia, ma, se necessario, può rendere il lavoro più facile per il chirurgo.

## Complicanze
Fra le possibili complicazioni si riscontrano: 
- temporanea parestesia,
- cambiamento del colore della pelle,
- infezioni,
- sieroma,
- edema,
- ematoma,
- ecchimosi,
- lassità tissutale,
- irregolarità della superficie cutanea,
- spostamento dell'ombelico,
- embolia
- trombosi

Le complicanze gravi o con esito letale sono oggi relativamente rare  anche se una indagine, oggetto di controversie per l'allarme che produsse, ha rilevato negli USA un tasso di mortalità conseguente alla liposuzione alla fine degli anni '90 relativamente alto: 1/5000.
I trattamenti con finalità estetiche possono poi comportare una sovra correzione o una sotto correzione dell'inestetismo che può comportare l'insoddisfazione della persona trattata.
I rischi e le potenziali complicanze che si registrano dopo l'operazione devono essere comunicati al paziente e considerati accettabili. Alcune complicanze dipendono dalla parte del corpo interessata, ad esempio la liposuzione localizzata alla caviglia rimane una delle più difficili dove l'edema post-operatorio si risolve molto più lentamente rispetto al resto del corpo.  Altre complicanze dipendono dal volume delle masse aspirate, l'ipotensione può venir registrata se si aspirano almeno 2 L